# Forêt nationale de Shasta-Trinity
La forêt nationale de Shasta-Trinity est une forêt fédérale protégée de Californie (États-Unis). Elle se trouve dans la partie nord des California Coast Ranges.